# Issouf Ouattara
Issouf Ouattara é um futebolista de Burkina Faso que nasceu em 7 de outubro de 1988 em Ouagadougou.

## Carreira
Ouattara representou o elenco da Seleção Burquinense de Futebol no Campeonato Africano das Nações de 2013.

## Títulos
Burkina Faso
- Campeonato Africano das Nações: 2013 - 2º Lugar.